# Concattedrale di San Bartolomeo (Bojano)
La concattedrale di San Bartolomeo è il principale luogo di culto cattolico di Bojano, concattedrale dell'arcidiocesi di Campobasso-Boiano.

## Storia
La cattedrale ha origini molto antiche, Bojano era già definita sede diocesana nel 501 d.C., il vescovo era un tal Lorenzo, le prime notizie riguardo alla chiesa risalgono al 1073, quando Rodolfo di Moulins, conte di Bojano, restaurò il duomo. L'abside della cripta durante i restauri del 1996, mostra elementi romanici, da ipotizzare dunque che risalga proprio all'XI secolo. Nel 1117 subì danni per un terremoto, nel 1215 il duomo venne riconsacrato dal vescovo Poliziano, nel 1239 venne costruito il portale ogivale, per volere del vescovo Giovanni, come testimonia l'iscrizione. Le testimonianze architettoniche sono ben visibili nella parete sud est, con il portale murato e l'oculo centrale. La chiesa oggi si presenta molto disorganica a causa della varie distruzioni telluriche, ad esempio il terremoto del Sannio del 1456 distrusse nuovamente la chiesa, rifatta dal vescovo Silvio Pandone nel 1513.
Nuovamente il disastroso terremoto di Sant'Anna del 26 luglio 1805 distrusse quasi completamente la chiesa, poiché si verificò a pochi chilometri da Bojano, sul massiccio del Matese. La volta andò distrutta, così anche la torre campanaria e parte della facciata, dato che sino al 1943-44 si presentavano in una ricostruzione in stile neoclassico, voluto dal vescovo Rossetti. Nel 1927 fu trasferita la cattedra del vescovo a Campobasso, presso la collegiata della Santissima Trinità, che divenne la principale sede vescovile dell'Arcidiocesi. Nel 1930 furono realizzati nuovi lavori di restauro, vennero realizzati gli affreschi della volta a botte neoclassica, nella cupola e nel presbiterio, ad opera di Romeo Musa. Questi affreschi sono andati perduti, insieme alla volta, durante i bombardamenti della seconda guerra mondiale. Si salvò solo il perimetro esterno, insieme al campanile, alla facciata, e al lato con il portale gotico murato.
Frettolosamente ricostruita, seguendo sempre il progetto neoclassico, la chiesa venne riconsacrata dal vescovo Alberto Carinci nel 1948, con successiva decorazione pittorica degli interni. Nel 1994 sono stati realizzati lavori di consolidamento del tetto, con lo scavo presso l'antico presbiterio normanno della cripta. Altri elementi antichi sono rintracciabili nella base del campanile a grossi blocchi di pietra squadrati, forse rimasugli di un antico edificio sannita, anche perché ci sono delle epigrafi che ricordano che Bovianum era municipio romano.

## Descrizione

### Pianta

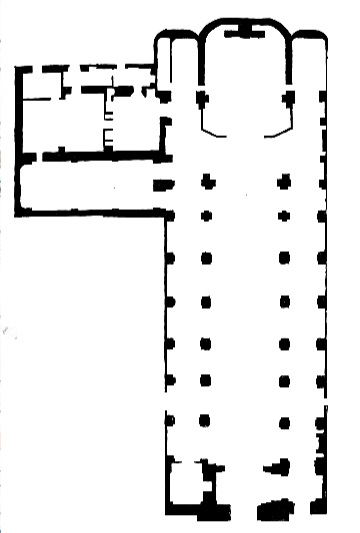
Pianta

La chiesa ha un impianto basilicale a croce commissa. Il transetto nord è sporgente ed ospita la Cappella del Santissimo Sacramento, spesso usata come sacrestia, e la casa dell'arciprete, mentre il transetto sud è assente. La facciata è rivolta verso ovest. Malgrado le varie distruzioni e ricostruzioni, conserva ancora l'antico impianto. È a tre navate, per una lunghezza totale di 57 m per una larghezza di 17 m.

### Facciata
La facciata è stata rifatta varie volte, è in pietra concia, a salienti, in origine doveva essere gotica con un portale ad arco ogivale ed un rosone.
Ci rimane ancora qualche foto della facciata prima della Seconda Guerra Mondiale. Il finestrone era semicircolare, la copertura a salienti ed il portale rettangolare. 
La facciata ricostruita nel 1948 è di stile romanico. Al posto del rosone c'è un oculo semplice, il portale centrale è ad arco a tutto sesto. Il campanile laterale è una robusta torre quadrata poggiante su blocchi molto grandi di origine sannita. Prima della guerra terminava con una cuspide cipollina alla napoletana. Subito dopo il 1948 terminava con un tamburo da cupola ottagonale, dotato di orologio civico, e della cuspide a piramide ottagonale; successivamente è stata rifatta a cuspide alla maniera cipollina delle chiese barocche napoletane.

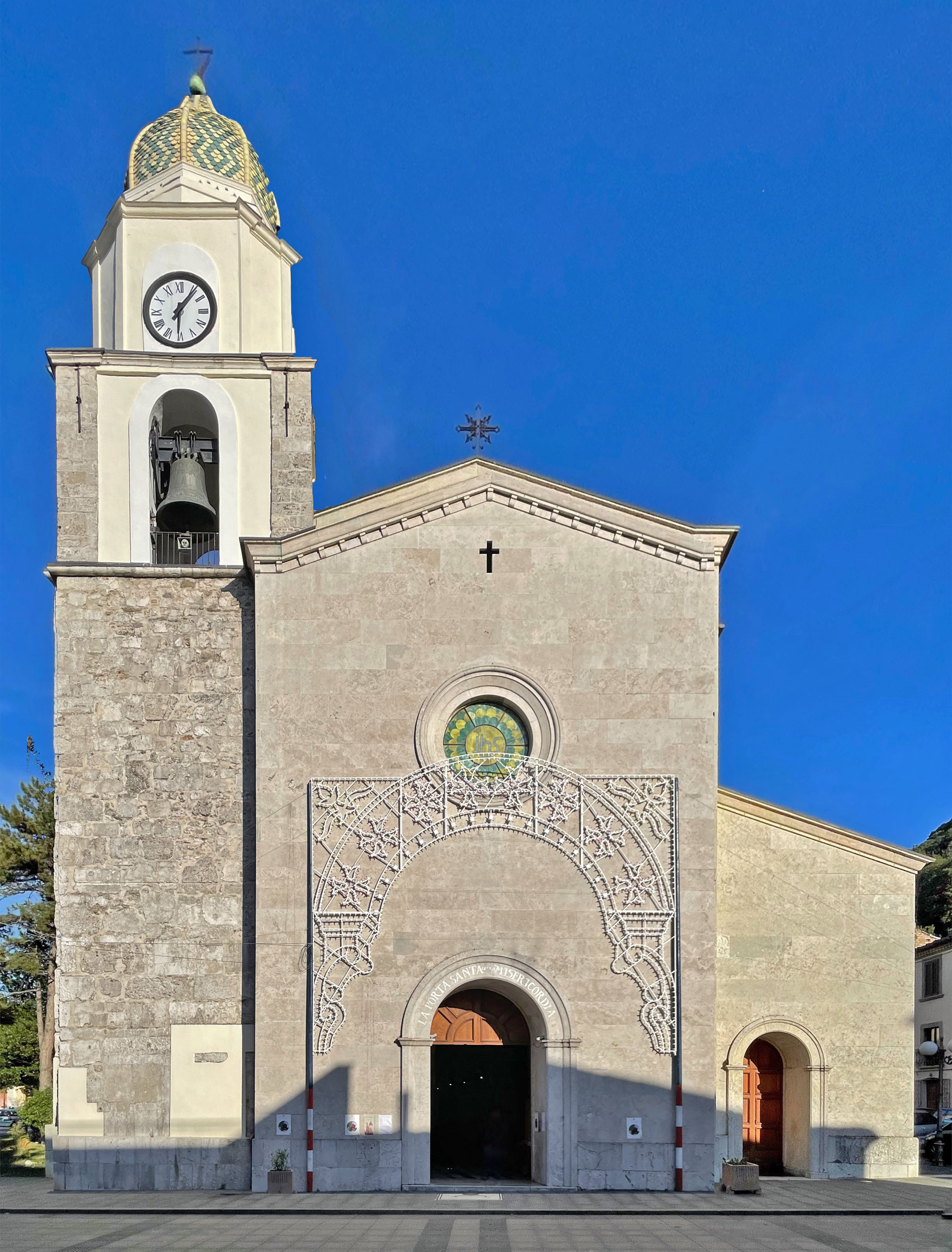
Facciata

### Giardino dei Pentri
È delimitato a sud  e a est dalla Concattedrale, a nord da Corso dei Pentri ed a sud da Piazza Duomo e dal campanile. Sul lato nord est ci sono 13 tomoli del XI secolo, misure di capacità d'epoca medievale ed un capitello d'epoca longobarda sotto l'edicola della statua della Madonna. Un'epigrafe romana è murata al lato sinistro del portale di accesso sul lato nord della Concattedrale. Nel Giardino ci sono due fontane ed il Monumento ai Caduti della Prima Guerra Mondiale.

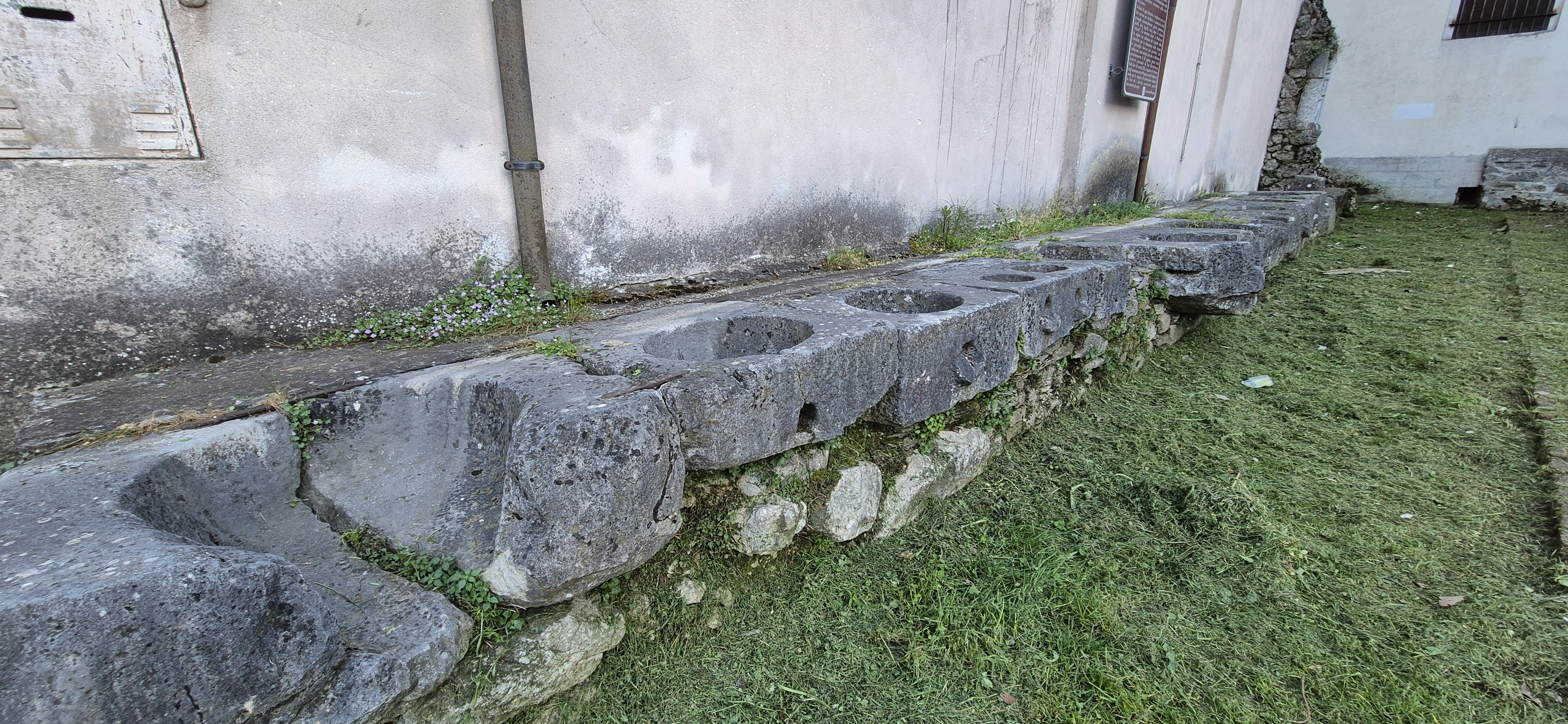
"Tomoli" medioevali nel Giardino dei Pentri

### Parete Sud
Nella parete sud sono presenti un interessante portale murato ed un rosone, fatti entrambi del 1239 per volere del vescovo Giovanni (1226 - 1244). Come gli altri elementi scultorei murati su questa fiancata della chiesa, sono stati probabilmente riciclati durante la ricostruzione seguita al terribile terremoto del 1456, che distrusse la Concattedrale e l'intero abitato di Bojano.

### Interno
Nell'atrio della chiesa c'è un'ara sepolcrale di una nobile famiglia bojanese, con sopra l'iscrizione del vescovo Silvio Pandone con la mitra, risalente al 1513.
L'interno è a tre navate, con la volta a botte lunettata, nella navata di destra ci sono il trono del Crocifisso, le statue di Santa Lucia, di San Giuseppe, dei Santi Medici Cosma e Damiano, di Santa Teresina d'Avila, della Madonna del Carmine e di San Donato. Presso la cappella della Madonna di Pompei ci sono le statue di Cristo Risorto, di San Michele ed una tela della Madonna Assunta, opera di Antonio Romano del 1987.
Nella navata sinistra invece è visibile una colonna con capitello medievale, incastonata nel muro, delle epigrafi vescovili, un pulpito ligneo ed il copri-battistero, mentre una teca di vetro contiene ceramiche preziose del IX-XV secolo, suppellettili e un anello episcopale, opere preziose riscoperte nella cripta negli scavi del 1996. Nelle nicchie della navata sinistra ci sono le statue di San Giovanni Bosco, di Sant'Anna e di Sant'Antonio di Padova. 
Alla fine della navata centrale si trova l'altare maggiore rifatto nel secondo quarto del XIX secolo, con in trono la statua della Vergine Immacolata circondata da angeli. Accanto si trova la nuova cattedra episcopale in legno, rifatta nel 1910, perché l'altra era stata spostata nella Cattedrale di Campobasso. Le vetrate istoriate dei lati sono di Nobile De Grandis, del 1990, le tele sono di Massimo Raffaele Giosia, del 1793, raffigurano Predicazione di San Bartolomeo nelle Indie - Conversione e battesimo di Re Polimnio. La balaustra è del XVIII secolo, ci sono gli stemmi del 1818 di alcuni vescovi, tra cui quello di Nicola Rossetti.

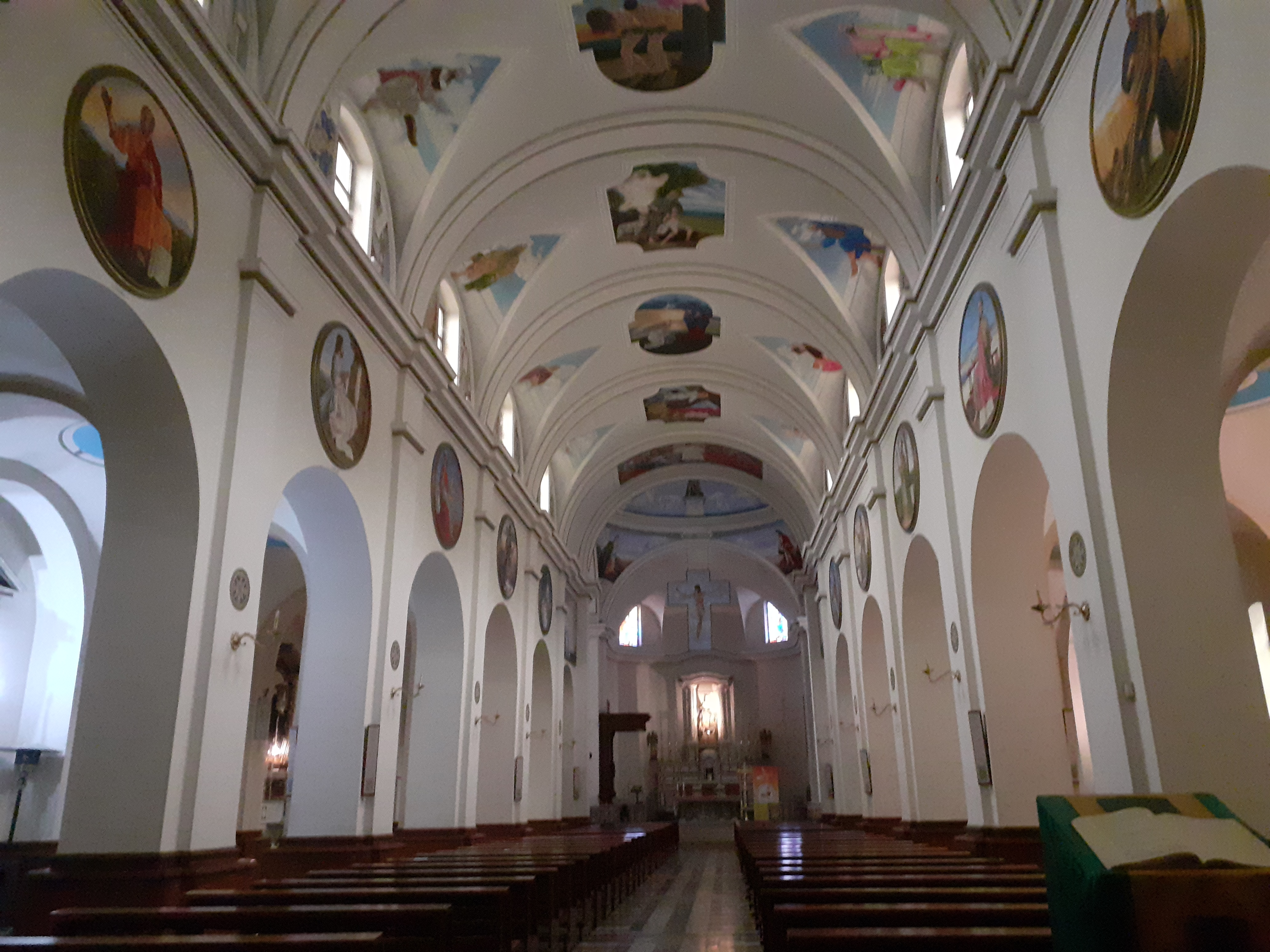
Interno

Il fonte battesimale è del XIII secolo, con le interessanti sculture di un bue antropomorfo e un volto umano; nella cantoria della controfacciata, l'organo è del 1959. Un nuovo ciclo di affreschi è stato realizzato da Rodolfo Papa nei primi due decenni del XXI secolo; il ciclo pittorico è stato inaugurato dal cardinale Angelo Bagnasco nel settembre 2011. Questi affreschi ritraggono sopra l'altare maggiore il trionfo dei Dodici Apostoli, poi le Tre Virtù Teologali, le Quattro Virtù Cardinali, il Giudizio Universale, Padre Pio da Pietrelcina, Santa Madre Teresa, l'effusione dello Spirito Santo nella calotta cupolare falsa, con il Tetramorfo sui pennacchi.

### Cappella del Santissimo Sacramento

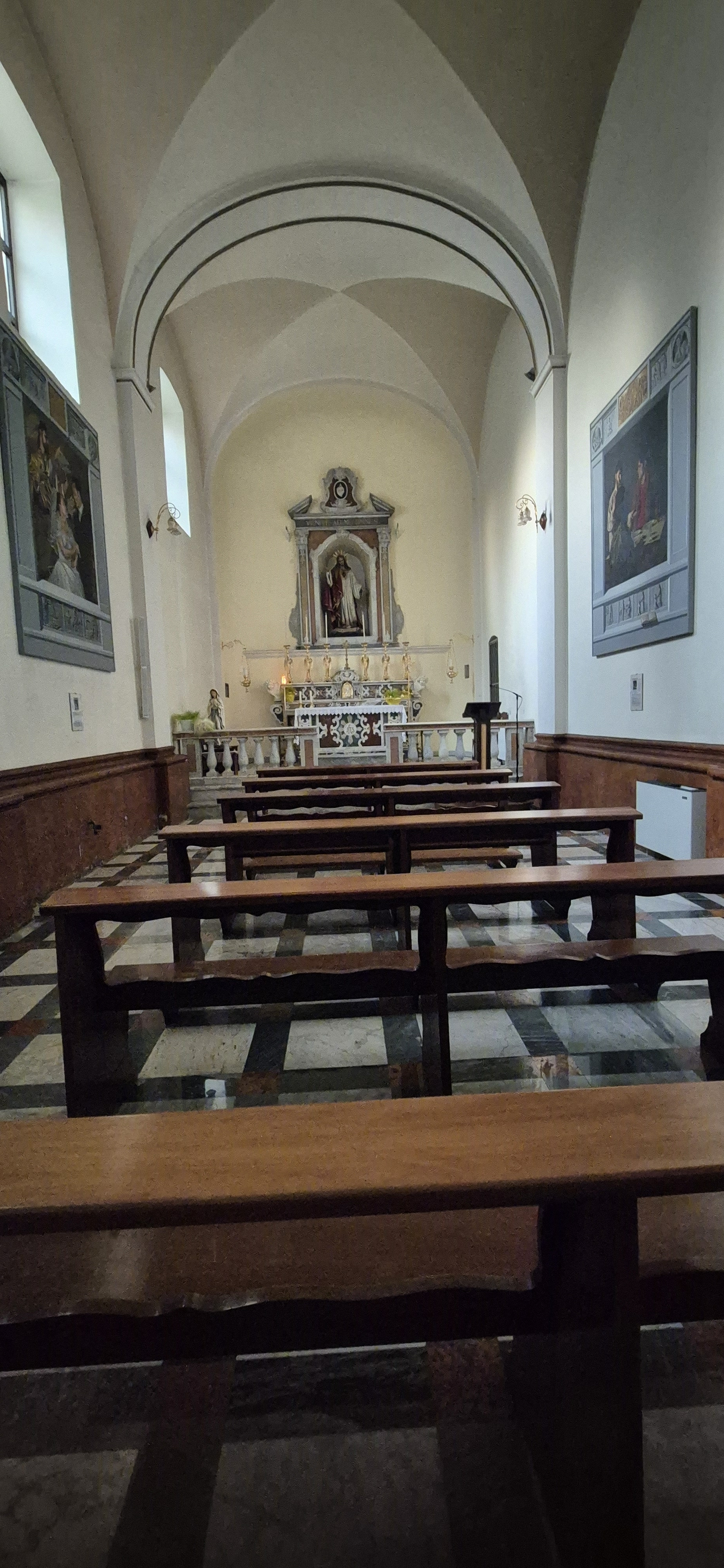
Cappella del Santissimo Sacramento

Nella grande cappella del Santissimo Sacramento i papi in visita a Bojano concedevano le indulgenze. Infatti vi è un'epigrafe della Bolla di Papa Gregorio XIII del 1 ottobre 1578. Di interesse è anche l'altare policromo del XVIII secolo, dove troneggia la statua del Sacro Cuore. Sulle pareti ci sono epigrafi del vescovo bojanese Carlo Carafa (1572), sul lato sinistro della navata ci sono le statue dell'Addolorata e di San Bartolomeo Apostolo. Quest'ultima è stata scolpita nel '700 dal famoso artigiano Colombo. Sulla parete si trova una tela del 1983, ritraente Il martirio di San Bartolomeo, opera di F. Caterina. 

### Cripta
Risale all'XI secolo ed è a pianta semicircolare. È posta sotto l'altare ed è stata scoperta durante i lavori  nel 1996. Vi si accede attraverso sette gradini che simboleggiano i sette vizi capitali: superbia, avarizia, ira, invidia, lussuria, gola, accidia. Il pavimento in vetro sul presbiterio, a forma di semicerchio, ne permette la veduta dall’alto. L’accesso è posto nella parte destra della balaustra al lato del fonte battesimale risalente al XIII sec. I temi raffigurati nei dipinti dovevano seguire un percorso teologico-biblico-spirituale per accompagnare il fedele alle radici del proprio battesimo. Furono raffigurati: Il Diluvio Universale, il Passaggio del Mar Rosso, L’Incontro di Gesù con la Samaritana al Pozzo di Giacobbe, la Crocifissione, Il Battesimo di Gesù al Giordano. Oltre alle pitture sono state collocate delle pietre lavorate, opera dell’artista Fiorata Spina, con le parole della Lettera di S. Pietro. Questa cripta rende la Concattedrale forse l'unica chiesa al mondo con una sorgente di acqua viva sotto di essa.

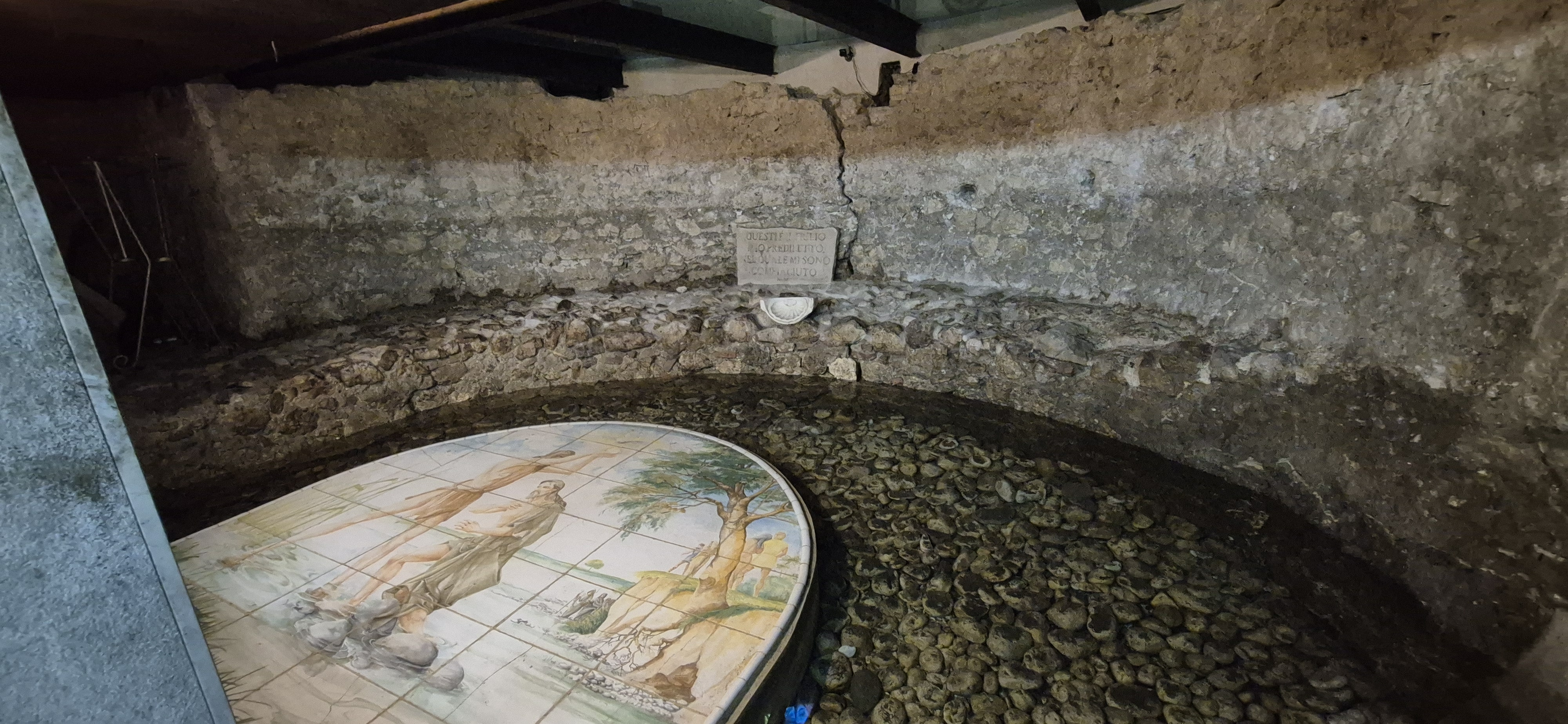
Cripta

## Galleria d'immagini

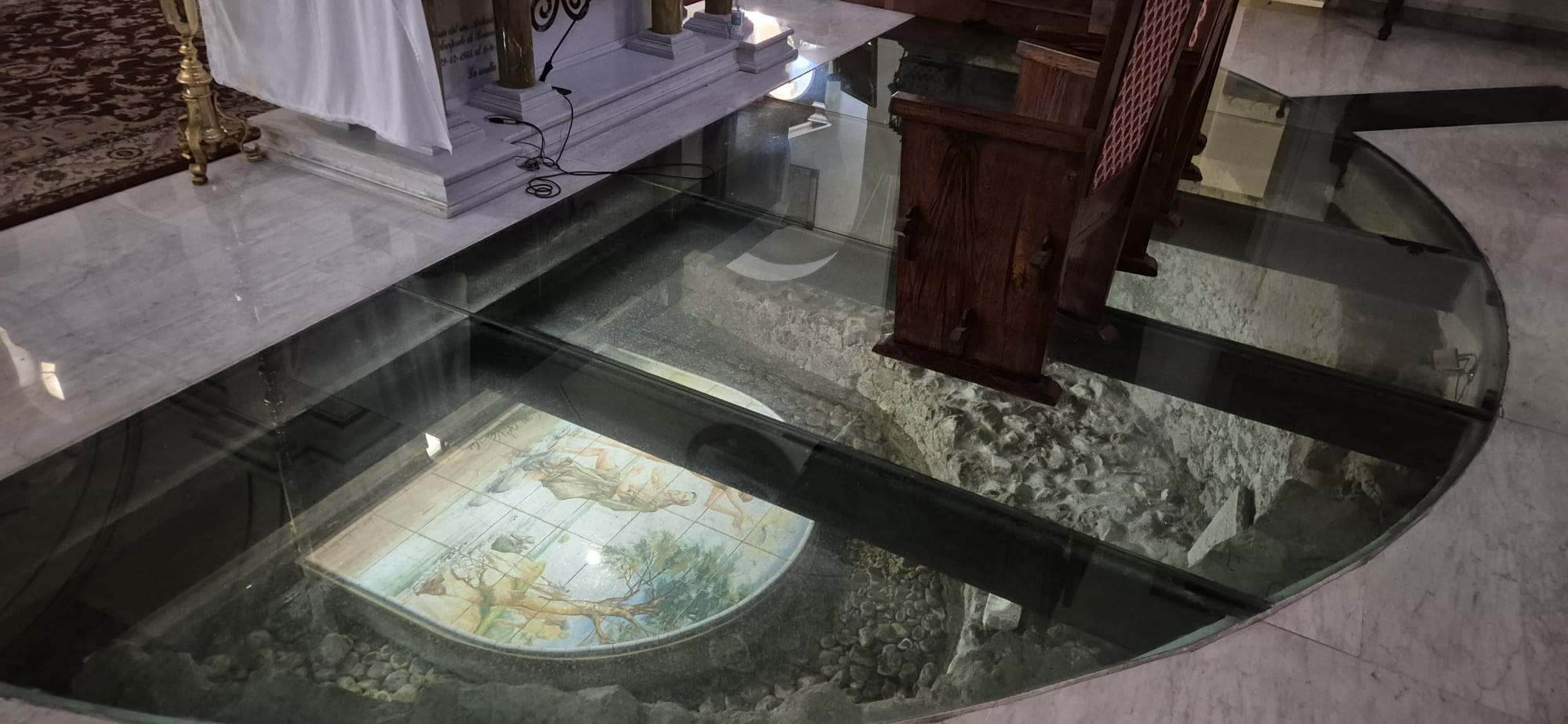
Cripta vista dal presbiterio
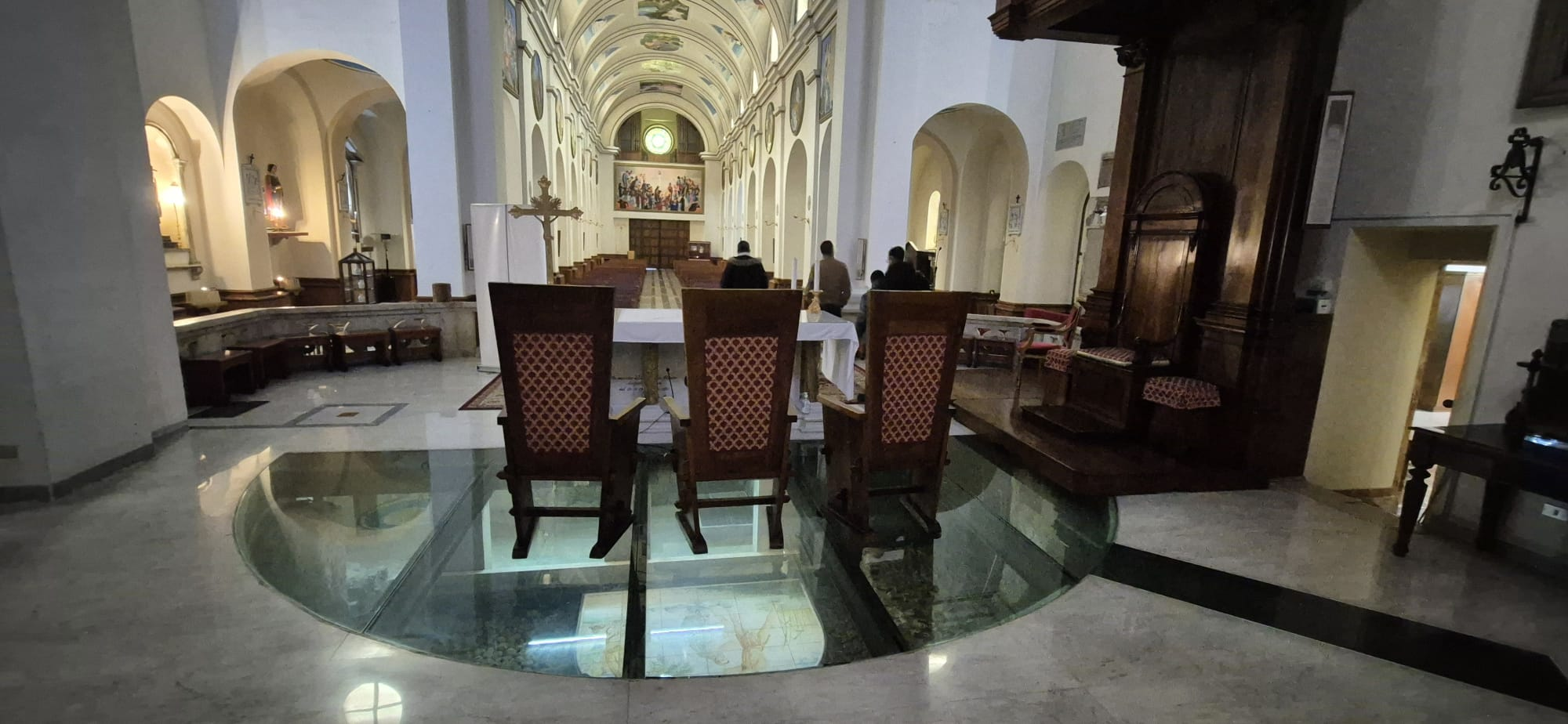
Navata centrale vista dal presbiterio
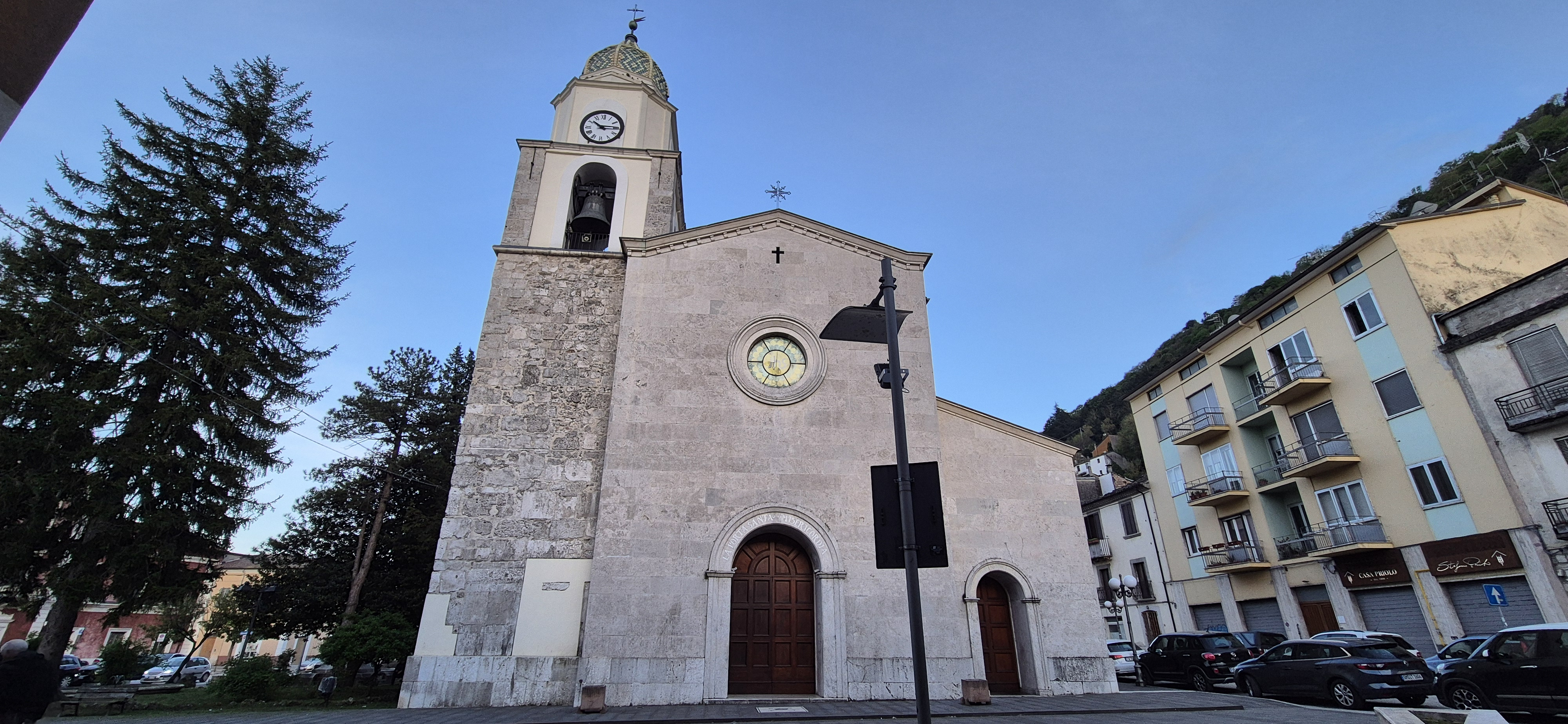
Facciata
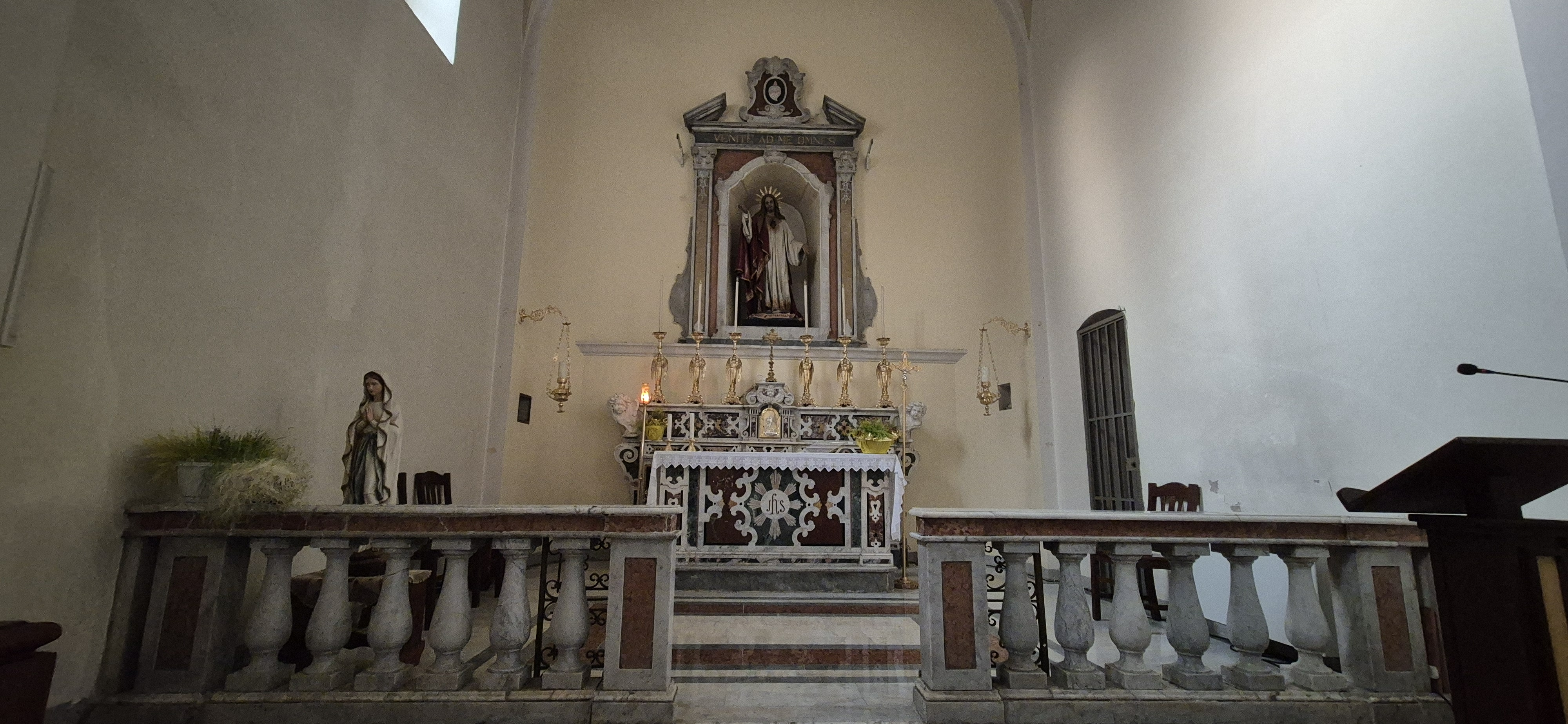
Altare nella Cappella del Santissimo Sacramento
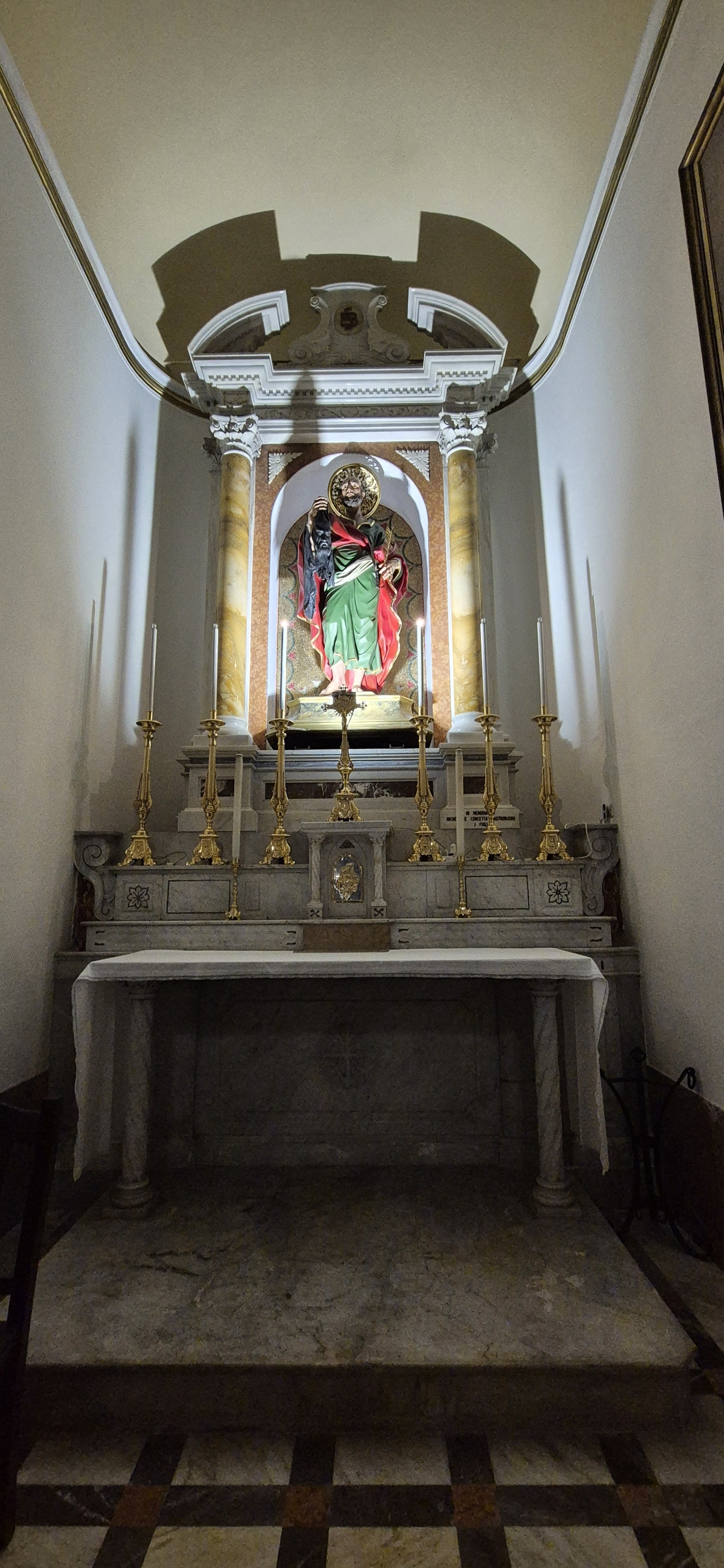
Altare di San Bartolomeo
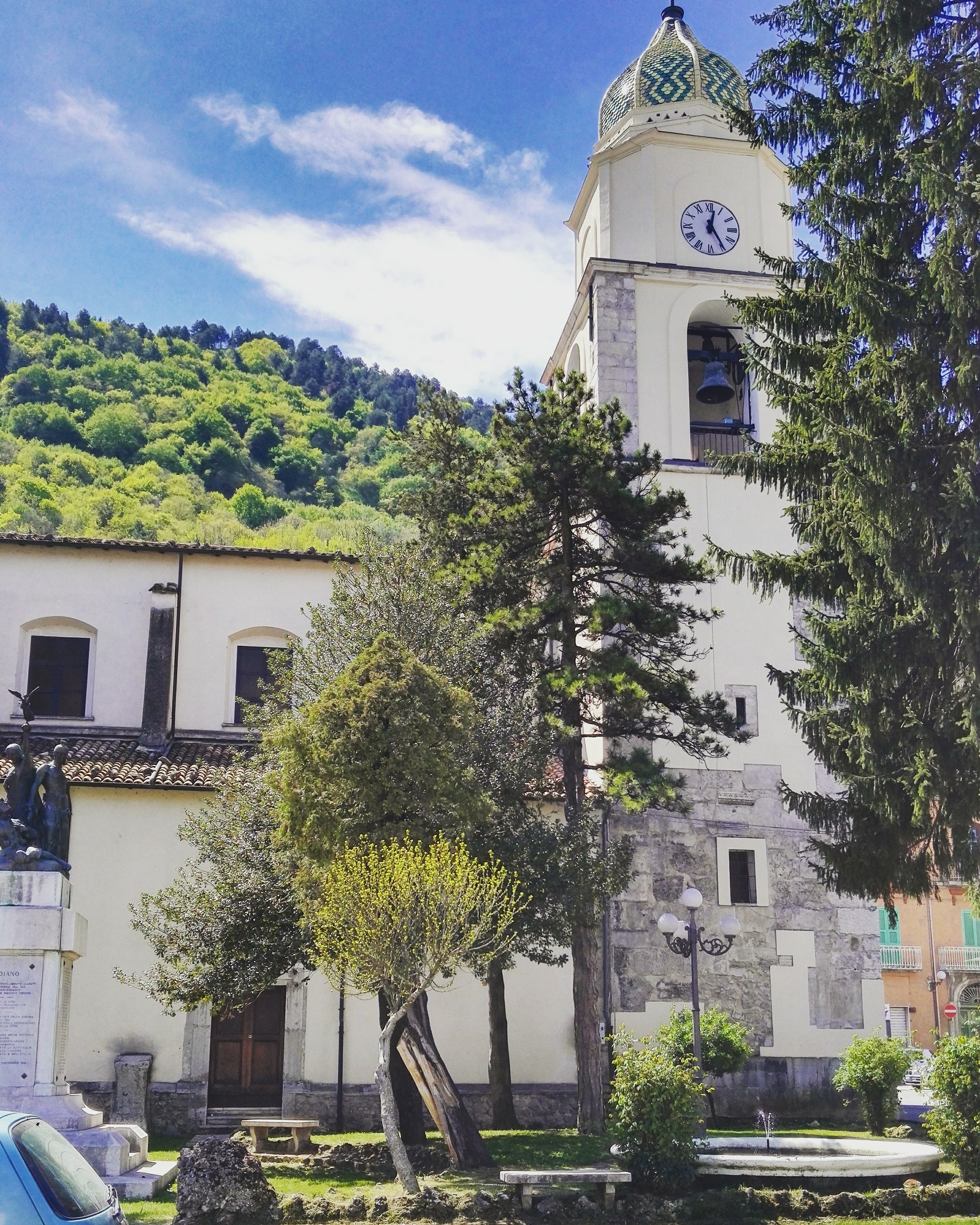
Campanile e Giardino dei Pentri